# Jan Bernd Bicker
Jan Bernd Bicker (* 27. August 1746 in Amsterdam; † 16. Dezember 1812 in Wassenaar), Ritter der Ehrenlegion, war ein bedeutender niederländischer patriotischer Politiker und Staatsmann. Er führte während zweier kurzer Perioden den Vorsitz der Batavischen Republik.

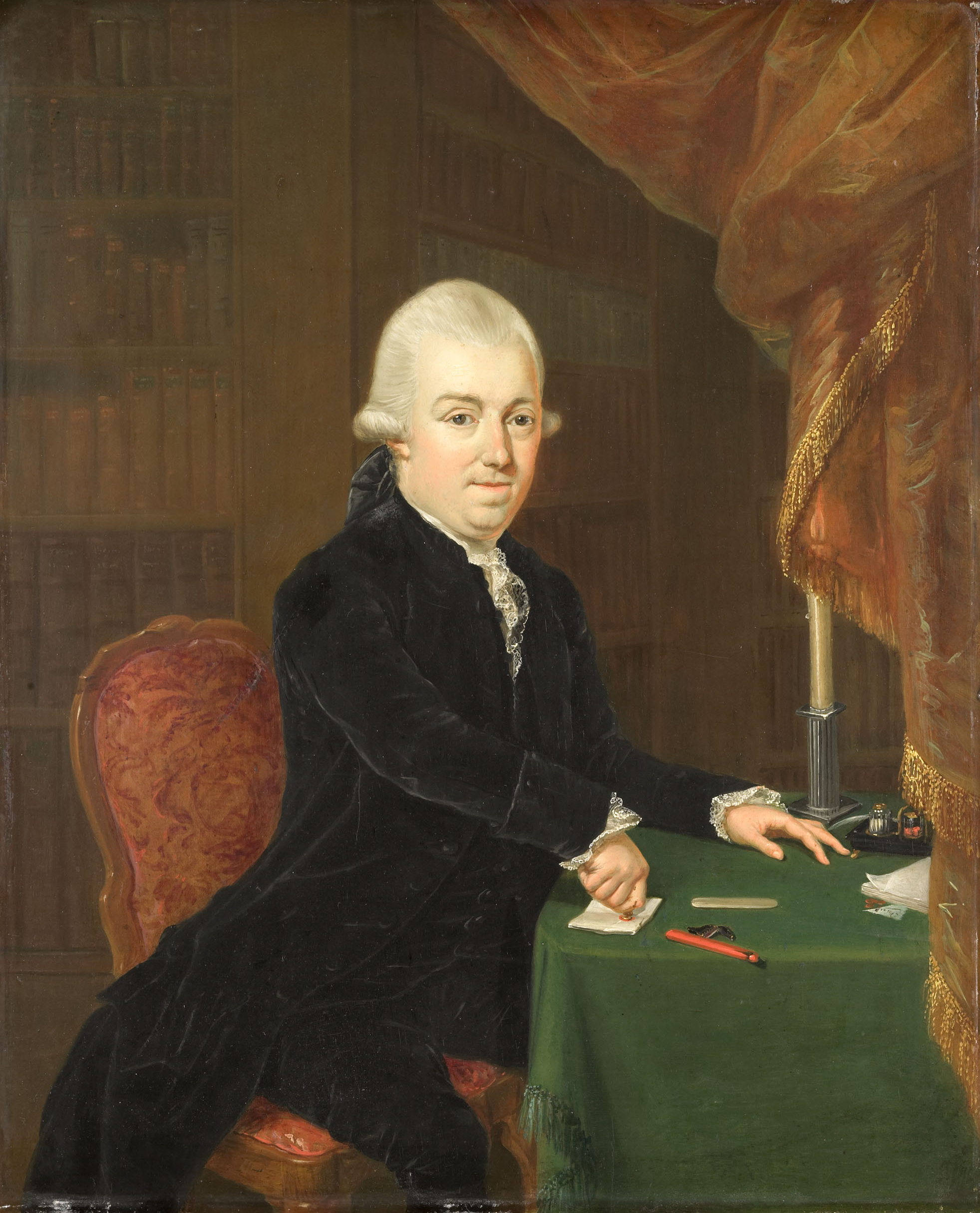
Jan Bernd Bicker im Jahre 1796

## Leben
Jan Bernd Bicker entstammte dem bedeutenden Geschlecht der Bicker und wurde als Sohn des Bankiers und Amsterdamer Schöffe (niederländisch: Schepen) Henrick Bicker (1722–1783) und der Clara Magdalena Dedel (1727–1778) geboren. Verheiratet war er mit Catharina Six; sein Sohn Henrick Bicker (1777–1834) wurde im Jahre 1815 mit dem Adelsprädikat Jonkheer in den neuen niederländischen Adel eingeführt.
Jan Bernd Bicker trat im Jahre 1772 als Schepen in die Amsterdamer Stadtregierung ein und wurde im Jahre 1774 zum Leiter der Amsterdamer Kammer der Niederländischen Westindien-Kompanie bestellt. Zwischen den Jahren 1781 und 1787 war er Mitglied des Amsterdamer Magistrates (niederländisch: Vroedschap). Eines seiner weiteren Ämter war jenes als Direktor der Sozietät von Suriname gewesen. Im Jahre 1786 war er Mitglied der niederländischen Generalstaaten in Den Haag. Jan Bernd Bicker war wie seine Vorfahren im Goldenen Zeitalter ein republikanischer gesinnter Politiker und Gegner des Hauses Oranien-Nassau. Als Haupt der Patrioten und Gegner des Hauses Oranien flüchtete Bicker im Jahre 1787 vor preußischen Hilfstruppen nach Brüssel. Bicker übersiedelte nach Paris und wohnte in Versailles  der Gründung der neuen Generalstaaten bei. Bicker wurde Mitglied im Comité Revolutionair Batave (Bataafs Revolutionair Comité). Im Jahre 1793 erhielt er die französische Staatsbürgerschaft.
Nach der Gründung der Batavischen Republik kam er über Biel in der Schweiz im Jahre 1795 nach Amsterdam zurück. Dort kam er im selben Jahr als Gemeinderat in die Regierung der Stadt. Jan Bernd Bicker wurde nach kurzer Zeit in die Nationale Vergadering, der ersten niederländischen Volksvertretung, aufgenommen. Zwischen dem 17. April und dem 3. Mai 1796 war er Vorsitzender der Eerste Nationale Vergadering. Einen weiteren Vorsitz der Batavischen Republik hatte er vom 1. Mai bis zum 15. Mai 1797 als Vorsitzender der Tweede Nationale Vergadering inne. Als Mitglied des Staatsbewind (entstanden durch das niederländische Grundgesetz vom 16. Oktober 1801) hatte Jan Bernd Bicker im Jahre 1805 eine Audienz bei Napoleon Bonaparte und Talleyrand in Brüssel. Dort wurden die Vorbereitungen für die Übernahme des Landes durch Louis Bonaparte besprochen. Jan Bernd Bicker wurde von Napoleon zum Ritter der Ehrenlegion geschlagen. Während der Zeit des Königreichs Holland und der darauffolgenden Besetzung durch Frankreich konnte Bicker keine politische Rolle mehr spielen.

## Schriften
- Een patriot in ballingschap 1787-1795. de autobiografische reisverslagen van een gevlucht Amsterdams regent en patriot van progressieve signatuur. (Tagebuch)